# Саввина, Ия Сергеевна
И́я Серге́евна Са́ввина (2 марта 1936, Воронеж, СССР — 27 августа 2011, Москва, Россия) — советская и российская актриса театра и кино; народная артистка СССР (1990), лауреат Государственной премии СССР (1983) и Государственной премии РСФСР имени братьев Васильевых (1990).

## Биография
Ия Саввина родилась 2 марта 1936 года в Воронеже.
В 1958 году окончила факультет журналистики МГУ. Как актриса вышла из студенческого театра МГУ, где играла в нашумевшем в 1957 году спектакле «Такая любовь» по пьесе чешского писателя Павла Когоута.
В 1960 году у И. Е. Хейфица на «Ленфильме» сыграла главную роль в экранизации чеховской «Дамы с собачкой».
С 1960 года — актриса Театра имени Моссовета, с 1977 года служила во МХАТе (в штате с 1979), а после его раскола (с 1989) — в МХТ.
Снималась в кино. В 1967 году исполнила главную роль в фильме Андрея Кончаловского «История Аси Клячиной, которая любила, да не вышла замуж». Спустя 25 лет, в 1994 году Кончаловский снял продолжение — фильм «Курочка Ряба». Ия Саввина отказалась сниматься в этом фильме; по одной версии, она сочла сценарий оскорбительным для русского народа — ознакомившись со сценарием, она тогда сказала Кончаловскому: «Ты понимаешь, что ты пишешь о русском народе?! Это же издевательство!», по другой — не могла участвовать в съёмках из-за тяжело больного ребёнка (сын актрисы Сергей Шестаков родился с синдромом Дауна). В итоге роль Аси Клячиной сыграла Инна Чурикова.
Принимала участие в озвучивании мультфильмов. Интонацию Пятачка в мультфильмах о Винни-Пухе позаимствовала у своей подруги Беллы Ахмадулиной.
Автор ряда киноведческих очерков о творчестве Сергея Юрского, Михаила Ульянова, Нины Ургант, Фаины Раневской, Любови Орловой, грузинских комедиях и т. д.

### Болезнь и смерть

Могила народной артистки СССР Ии Сергеевны Саввиной на Новодевичьем кладбище в Москве

В 2008 году у Саввиной была диагностирована меланома. Опухоль была удалена, но Саввина отказалась от химиотерапии.
В 2011 году у Саввиной случился инсульт. Она была прооперирована, но опухоль начала прогрессировать, появились метастазы.
В июле 2011 года на трассе Ярославль — Владимир произошло ДТП, в котором пострадали два пассажира: одной из них была Ия Саввина. Авария спровоцировала осложнение болезни актрисы, что и стало причиной её смерти.
Саввина скончалась на 76-м году жизни 27 августа 2011 года в Москве вследствие осложнений меланомы (от рака кожи). Прощание прошло 1 сентября в Московском Художественном театре имени А. П. Чехова. Проститься с актрисой пришли её коллеги Олег Табаков, Сергей Юрский, Наталья Тенякова и другие близкие друзья. В тот же день была похоронена на Новодевичьем кладбище рядом с могилой Беллы Ахмадулиной.

## Семья
Первый муж (1956—1974) — Всеволод Михайлович Шестаков (15 июля 1927, Москва — 29 апреля 2011, Москва), учёный-гидрогеолог, профессор, актёр.
- Сын — Сергей Всеволодович Шестаков (27 марта 1957, Москва — 22 октября 2021, Москва)[12], родился с синдромом Дауна, владел английским языком, играл на пианино, прекрасно рисовал, читал стихи. В школе хорошо учился, поступил в университет и работал переводчиком[13]. Умер осенью 2021 года, похороны прошли в Москве[14]. Был кремирован и похоронен на Новодевичьем кладбище рядом с матерью[15][16][17].

Второй муж (2011) — Анатолий Исаакович Васильев (род. 26 сентября 1939, Москва), заслуженный артист РФ, актёр Театра на Таганке, режиссёр, композитор (познакомились в 1979 году, более 30 лет прожили вместе, не расписываясь, официально заключили брак за две недели до смерти Саввиной).

## Творчество

### Роли в театре

#### Студенческий театр МГУ
1. «Машенька» А. Н. Афиногенова (1955)
2. «Такая любовь» П. Когоута (1958)
3. «Как пришить старушку» по пьесе Д. Патрика «Дорогая Памела».

#### Театр имени Моссовета
1. 1960 — «Нора» Г. Ибсена — Нора
2. 1962 — «Ленинградский проспект» И. В. Штока — Маша
3. 1963 — «Совесть» Д. Павловой — Валя
4. 1966 — «Странная миссис Сэвидж» Дж. Патрика — Фэрри
5. 1967 — «Аплодисменты» А. П. Штейна — Гусарова
6. 1969 — «Петербургские сновидения» по Ф. М. Достоевскому — Софья Семёновна Мармеладова
7. 1970 — «Любимые страницы» по произведениям русских писателей
8. 1971 — «Золото, золото — сердце народное» по произведениям Н. А. Некрасова
9. 1972 — «Поющие пески» А. П. Штейна — Марютка
10. 1974 — «Турбаза» Э. С. Радзинского — Саша Душечкина
11. 1975 — «Возможны варианты» В. З. Азерникова — Галина Аркадьевна
12. 1976 — «День приезда — день отъезда» В. К. Черных — Ольга
13. 1976 — «Дом на песке» Р. Ибрагимбекова — Сестра Эльдара
14. «Поезда расходятся» И. Г. Ольшанского и Н. И. Рудневой — Люся

#### МХАТ
1. 1976 — «Дачники» М. Горького — Марина Львовна
2. 1977 — «Обратная связь» А. И. Гельмана — Вязникова
3. 1978 — «Эльдорадо» А. Н. Соколовой — Она
4. 1979 — «Утиная охота» А. В. Вампилова — Валерия
5. 1980 — «Чайка» А. П. Чехова — Полина Андреевна
6. 1981 — «Так победим!» М. Ф. Шатрова — Варвара Михайловна
7. 1985 — «Дядя Ваня» А. П. Чехова — Войницкая
8. 1985 — «Серебряная свадьба» А. Н. Мишарина — Калерия Фёдоровна
9. 1987 — «Перламутровая Зинаида» М. М. Рощина — Лиззи
10. 1989 — «Вишнёвый сад» А. П. Чехова — Шарлотта
11. 1989 — «Московский хор» Л. С. Петрушевской — Лика
12. 1990 — «Иванов» А. П. Чехова — Зинаида Савишна
13. 1992 — «Горе от ума» А. С. Грибоедова — Хлестова
14. 1994 — «Новый американец» А. Марьямова — Беляева, майор КГБ
15. 1996 — «Гроза» А. Н. Островского — Кабанова
16. 1997 — «Три сестры» А. П. Чехова — Анфиса
17. 1998 — «Рождественские грёзы» Н. М. Птушкиной — Софья Ивановна
18. 2004 — «Кошки-мышки» по И. Эркеню — Аделаида Брукнер
19. «Плач в пригоршню» В. П. Гуркина — баба Даша
20. «Заседание парткома» А. И. Гельмана — Миленина

### Радиоспектакли
1. 1971 — «Дикая собака Динго, или Повесть о первой любви» (Р. И. Фраерман) — Таня Сабанеева (автор инсценировки и режиссёр (радио) — Л. Б. Веледницкая)
2. 1981 — «Чайка» (А. П. Чехов) — Полина Андреевна (режиссёр — О. Н. Ефремов)

### Роли в кино
1. 1960 — Дама с собачкой — Анна Сергеевна
2. 1960 — Кроткая — Кроткая
3. 1962 — Грешница — Ксения
4. 1965 — Звонят, откройте дверь — мать Гены
5. 1966 — В городе С. — дама с собачкой
6. 1967 — Анна Каренина — Долли
7. 1967 — История Аси Клячиной, которая любила, да не вышла замуж («Асино счастье») — Ася Клячина
8. 1967 — «Фитиль» (киножурнал) (сюжет № 63 «Маляр») — хозяйка квартиры
9. 1968 — Служили два товарища — Саша
10. 1969 — Сюжет для небольшого рассказа — Мария Павловна Чехова
11. 1969 — «Фитиль» (киножурнал) (сюжет № 94 «Дорогие слова») — председательствующая
12. 1971 — Красный дипломат. Страницы жизни Леонида Красина — Вера Комиссаржевская
13. 1971 — Месяц август — Соня
14. 1972 — Красно солнышко — Анюта, мать Вени
15. 1973 — Каждый день доктора Калинниковой — Нина Степановна Калинникова, хирург-ортопед-травматолог
16. 1973 — Облака — Мария
17. 1973 — Последний подвиг Камо — Софья, жена Камо
18. 1973 — Следствие ведут ЗнаТоКи. Побег — Майя Петровна Багрова
19. 1974 — Романс о влюблённых — Мария, мать Татьяны
20. 1975 — Дневник директора школы — Валентина Фёдоровна, завуч
21. 1975 — Маяковский смеётся — Зоя Берёзкина
22. 1976 — Спроси себя — Градова, судья
23. 1977 — Марка страны Гонделупы — мать Пети
24. 1977 — Нос — проститутка с Невского
25. 1977 — Открытая книга — Татьяна Петровна Власенкова
26. 1977 — Смятение чувств — Нина Дмитриевна, мама Нади
27. 1978 — Чужая — Вера Дмитриевна
28. 1979 — Гараж — Лидия Владимировна Аникеева, замдиректора НИИ, доктор наук
29. 1980 — Три года — Нина Фёдоровна Лаптева
30. 1981 — Наше призвание — Маргарита Анатольевна Радыгина
31. 1982 — Слёзы капали — Ирина Васина
32. 1982 — Частная жизнь — Наталья Ильинична
33. 1984 — Продлись, продлись, очарованье… — Анна Константиновна Шарыгина
34. 1986 — Я — вожатый форпоста — Маргарита Анатольевна Радыгина, заведующая школой
35. 1987 — Запомните меня такой — Лидия Сергеевна, бывшая жена Киреева
36. 1991 — Сюжет для двух рассказов — Марья Леонтьевна, мать Володи
37. 1993 — Троцкий — Наталья Седова, жена Троцкого
38. 1998 — Чехов и Ко — Наталья Владимировна
39. 2000 — Два товарища — бабушка Валеры
40. 2003 — Здравствуй, столица! — хозяйка комнаты
41. 2003 — Постельные сцены (в сериале Список влюблённых РФ) — мать Славы
42. 2004 — Место под солнцем — бабушка Оли
43. 2006 — Слушая тишину — Маргарита Алексеевна Алтаева, композитор и преподаватель консерватории
44. 2007 — Ты меня слышишь? — бабка Артемьевна

### Телеспектакли
1. 1962 — Ленинградский проспект
2. 1964 — Чайка — Нина Заречная
3. 1967 — В прекрасном и яростном мире — выступает со вступительным словом перед телеспектакле
4. 1969 — Улица ангела — Метфилд, машинистка конторы «Твиг и Дэрсингем»
5. 1972 — Доктор Жуков, на выезд! — Шестопал, врач
6. 1972 — Золото, золото - сердце народное
7. 1972 — Любимые страницы
8. 1973 — Звёздный час — Надежда Крупская
9. 1976 — Мы — мужчины — женщина, давняя подруга учителя
10. 1976 — Бернард Шоу — мать Виви Уоррен / леди Бритомарт / Кандида / Джудит / Элли
11. 1977 — А.П. Чехов. Три сестры — Ольга
12. 1978 — День приезда — день отъезда — Бурцева Ольга Петровна
13. 1979 — Дачники — Мария Львовна, врач
14. 1983 — Золотая рыбка
15. 1983 — Героини пьес Александра Островского — ведущая / Кручинина («Без вины виноватые»)
16. 1986 — Театр И. С. Тургенева
17. 2002 — Рождественские грёзы — Софья Ивановна
18. 2005 — Сквозная линия — Анна Вениаминовна

### Режиссёрские работы
1. 1967 — В прекрасном и яростном мире (фильм-спектакль)

### Сценарные работы
1. 1967 — В прекрасном и яростном мире (фильм-спектакль)
2. 1983 — Героини пьес Александра Островского (фильм-спектакль)
3. 1986 — Театр И. С. Тургенева (фильм-спектакль)

### Озвучивание
1. 1968 — Трембита — Василина (роль Л. Э. Купиной)
2. 1969 — Винни-Пух (анимационный) — Пятачок
3. 1971 — Винни-Пух идёт в гости (анимационный) — Пятачок
4. 1972 — Винни-Пух и день забот (анимационный) — Пятачок
5. 1988 — Лев и девять гиен (анимационный) — Гиена — просто гиена
6. 2011 — Валерий Носик. Судьба и роли (из телевизионного документального цикла «Острова») — исполнение стихотворения Александра Блока

### Участие в документальных фильмах
1. 1992 — «Кинооператор Андрей Москвин»
2. 1996 — «Николай Гринько» (из цикла телепрограмм канала ОРТ «Чтобы помнили»)
3. 1996 — «Юрий Богатырёв» (из цикла телепрограмм канала ОРТ «Чтобы помнили»)
4. 1997 — «Долголетие»
5. 2000 — «Вадим Бероев» (из цикла телепрограмм канала ОРТ «Чтобы помнили»)
6. 2003 — «Юрий Демич» (из цикла телепрограмм канала ОРТ «Чтобы помнили»)
7. 2006 — «Евгений Леонов. Исповедь»
8. 2006 — «Юрий Богатырев» (из цикла передач телеканала ДТВ «Как уходили кумиры»)
9. 2007 — «Большой-большой ребёнок. Юрий Богатырев»
10. 2007 — «Михаил Ульянов. Человек, которому верили»
11. 2007 — «Сказка о Золушке, или Фемина совьетика»
12. 2007 — «Юрий Богатырёв» (из цикла «Острова»)
13. 2008 — «Ростислав Плятт — мудрец и клоун» (из цикла «Острова»)
14. 2008 — «Алексей Баталов. Дорогой наш человек»
15. 2009 — «Виктор Сергачёв» (из цикла «Человек в кадре»)
16. 2011 — «Ия Саввина. Гремучая смесь с колокольчиком»

## Отзывы и критика
Эльдар Рязанов называл работу с Саввиной в фильме «Гараж» счастьем, а актёр Алексей Баталов считал самой важной встречей в своей жизни совместную работу с ней в картине «Дама с собачкой».

## Награды и звания
- Заслуженная артистка Якутской АССР (1962)[21]
- Заслуженная артистка РСФСР (1969) — за заслуги в области советского театрального искусства[22]
- Народная артистка РСФСР (1977) — за заслуги в области советского киноискусства[23]
- Народная артистка СССР (1990)
- Государственная премия СССР в области литературы, искусства и архитектуры (1983) — за художественный фильм «Частная жизнь»[24]
- Государственная премия РСФСР имени братьев Васильевых (1990) — за художественный фильм «История Аси Клячиной, которая любила, да не вышла замуж» производства киностудии «Мосфильм»[25]
- Орден «За заслуги перед Отечеством» IV степени (22 июня 2006) — за большой вклад в развитие театрального искусства и многолетнюю творческую деятельность[26]
- Орден Дружбы (14 февраля 1996) — за большой личный вклад в развитие отечественного искусства[27].
- Медаль «За доблестный труд. В ознаменование 100-летия со дня рождения Владимира Ильича Ленина»
- Медаль «В память 850-летия Москвы»
- Медаль «Ветеран труда»
- Благодарность Президента Российской Федерации (14 марта 2011) — за большой вклад в развитие отечественного театрального искусства и многолетнюю творческую деятельность[28]
- Благодарность Президента Российской Федерации (23 октября 1998) — за многолетнюю плодотворную деятельность в области театрального искусства и в связи со 100-летием Московского Художественного академического театра[29]
- Театральная премия «Хрустальная Турандот» (1999)
- МКФ в Каннах (Специальная премия, фильм «Дама с собачкой», 1960)
- Номинант на премию «Золотой орёл» (2007)  — лучшая женская роль второго плана в фильме «Слушая тишину»[30].